# FC Nouadhibou

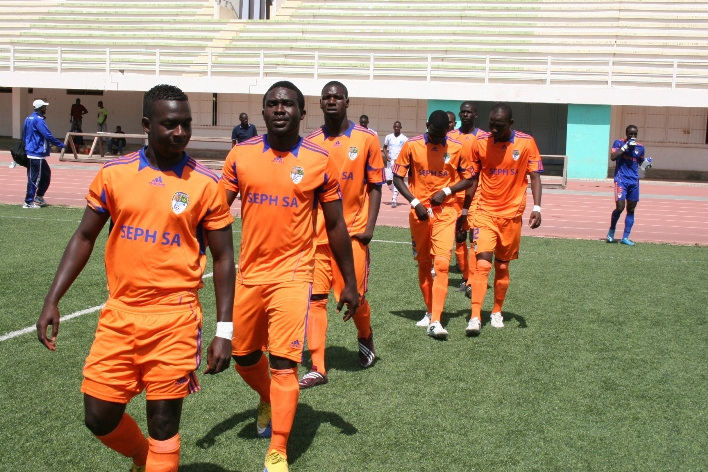
El FC Nouadhibou en el Estadio Olímpico de la capital Nuakchot en el 2011.

El FC Nouadhibou (en árabe: أف سي نواذيبو‎) es un equipo de fútbol que milita en la Ligue 1 de Mauritania, la cual es la máxima categoría de fútbol en el país fundado en el año 2000 en la ciudad de Nouadhibou.

## Títulos
- Ligue 1 Mauritania: 13

2001, 2002, 2011, 2013, 2014, 2018, 2019, 2020, 2021, 2022, 2023, 2024, 2025
- Coupe du Président de la République: 5

2004, 2008, 2017, 2018, 2023
- Supercopa Nacional de Mauritania: 3

2011, 2013, 2018

## Participación en competiciones de la CAF
| Temporada | Torneo                       | Ronda          | Club               | Casa | Visita | Global    |
| --------- | ---------------------------- | -------------- | ------------------ | ---- | ------ | --------- |
| 2003      | Liga de Campeones de la CAF  | Preliminar     | AS Niamey          | 2-1  | 0-1    | 2-2 (a)   |
| 2014      | Liga de Campeones de la CAF  | Preliminar     | Horoya AC          | 1-1  | 0-3    | 1-4       |
| 2018      | Copa Confederación de la CAF | Preliminar     | Africa Sports      | 1-0  | 1-1    | 2-1       |
| 2018      | Copa Confederación de la CAF | 1              | Raja Casablanca    | 2-4  | 1-1    | 3-5       |
| 2018/19   | Liga de Campeones de la CAF  | Preliminar     | Al-Ahly Benghazi   | 2-1  | 0-2    | 2-3       |
| 2019/20   | Liga de Campeones de la CAF  | Preliminar     | SO de l'Armée      | 1-0  | 0-0    | 1-0       |
| 2019/20   | Liga de Campeones de la CAF  | 1              | Wydad Casablanca   | 0-2  | 1-4    | 1-6       |
| 2019/20   | Copa Confederación de la CAF | Playoff        | Triangle United FC | 2-0  | 2-3    | 4-3       |
| 2019/20   | Copa Confederación de la CAF | Fase de grupos | Pyramids FC        | 0-1  | 0-6    | 4.º lugar |
| 2019/20   | Copa Confederación de la CAF | Fase de grupos | Al-Masry SC        | 2-3  | 0-1    | 4.º lugar |
| 2019/20   | Copa Confederación de la CAF | Fase de grupos | Enugu Rangers      | 0-0  | 1-1    | 4.º lugar |
| 2020/21   | Liga de Campeones de la CAF  | Preliminar     | Asante Kotoko      | 1-1  | 0-2    | 1-3       |
| 2021/22   | Liga de Campeones de la CAF  | 1              | Loto-Popo FC       | 2-0  | 1-1    | 3-1       |
| 2021/22   | Liga de Campeones de la CAF  | 2              | ES Sétif           | 3-1  | 0-2    | 3-3 (a)   |
| 2021/22   | Copa Confederación de la CAF | Playoff        | Cotonsport Garoua  | 0-0  | 0-2    | 0-2       |
| 2022/23   | Liga de Campeones de la CAF  | 1              | ASKO Kara          | 0-1  | 1-1    | 1-2       |
| 2023/24   | Liga de Campeones de la CAF  | 1              | Al-Ahly Tripoli    | 2-0  | 0-1    | 2-1       |
| 2023/24   | Liga de Campeones de la CAF  | 2              | AS Real Bamako     | 1-1  | 3-0    | 4-1       |
| 2023/24   | Liga de Campeones de la CAF  | Fase de grupos | Mamelodi Sundowns  | 0-2  | 0-3    | 3° lugar  |
| 2023/24   | Liga de Campeones de la CAF  | Fase de grupos | TP Mazembe         | 0-0  | 0-2    | 3° lugar  |
| 2023/24   | Liga de Campeones de la CAF  | Fase de grupos | Pyramids FC        | 2-0  | 2-2    | 3° lugar  |
| 2024/25   | Liga de Campeones de la CAF  | 1              | Milo FC            | 1-1  | 0-0    | 1-1 (a)   |

## Gerencia
| Puesto                     | Nombre                          |
| -------------------------- | ------------------------------- |
| Presidente                 | Moulaye Abdel Aziz Boughourbale |
| Vicepresidente             | Moulaye Abdel Hanine Boughaleb  |
| Secretario del Área Social | Brahim Yahya                    |
| Director general           | Jiddou Ahmed Benane             |
| Director técnico           | Samba Gaye                      |
| Director deportivo         | Abe Sidi Ethmane                |
| Tesorero                   | Moulaye Ould Ahmed              |

- Fuente:[2]

## Entrenadores
- Moussa Ould Ghassoum (enero de 2010-?)[11]
- Zelfani Yamen (?-mayo de 2016)[12]
- Sebaa Mustafa (mayo de 2016-?)[12]
- Mauril Njoya Mezack (2020)
- Amir Abdou (noviembre de 2020-marzo de 2022)
- Aritz López Garai (2023)